# سارا فریدلند
سارا فریدلند (به انگلیسی: Sarah Friedland) طراح رقص و کارگردان یهودی‌تبار آمریکایی است. او موفق شد با فیلم تماس آشنا دو جایزهٔ ۸۱مین جشنواره فیلم ونیز برای بهترین فیلم اول و همچنین جایزه کارگردانی بخش‌ افق‌های سینما را دریافت کند.

## جشنواره فیلم ونیز
سارا فریدلند پس از دریافت جایزه فیلم ونیز برای ساخت فیلم تماس آشنا سخنان کوتاهی را در هنگام قبول جایزه مطرح کرد. او گفت: «من این جایزه را در ۳۳۶مین روز از نسل‌کشی اسرائیل در غزه و ۷۶مین سال اشغال غزه می‌پذیرم. من در همبستگی با مردم فلسطین در مبارزهٔ آن‌ها برای آزادی ایستاده‌ام».

### انتقادات
روزنامهٔ یدیعوت اخرونوت، پرتیراژترین روزنامهٔ چاپ اسرائیل در نامه‌ای سرگشاده خطاب به سارا فریدلند نوشت:
«سارا عزیز، تبریک می‌گوییم بابت برنده‌شدن جایزه بهترین فیلم اول در جشنوارهٔ فیلم ونیز. این موفقیت اما برای ما جای تعجب نداشت. وقتی در پرده اول یک جشنوارهٔ فیلم را می‌شناسیم و در پرده دوم یک یهودی برنده می‌شود، از همان ابتدا می‌دانیم که در پرده سوم، روی صحنه ناسزاها و توهین‌هایی علیه دولت یهود سر داده خواهد شد.».